# Muzeum Etnograficzne w Martinie
Muzeum Etnograficzne w Martinie (słow. Etnografické múzeum v Martine) – oddział Słowackiego Muzeum Narodowego, z kolekcją etnograficzną, zlokalizowane w miejscowości Martin, na Słowacji. Muzeum liczy w swojej kolekcji ponad 100 tys. przedmiotów, co stanowi największy zbiór obiektów kultury ludowej na Słowacji.

## Historia
Powstanie muzeum wywodzi się od powołania w 1863 roku Macierzy Słowackiej (słow. Matica slovenská), instytucji kulturalno-oświatowej, której działacze gromadzili obiekty etnograficzne. Inną ważną inicjatywą było utworzenie (staraniem księdza Andreja Kmieťa) w 1893 roku w Martinie, Słowackiego Towarzystwa Muzealnego (słow. Slovenská Muzeálna Spoločnosť). Ważnym wydarzeniem w kontekście utrwalania idei muzeum, była Wystawa  Etnograficzna w Pradze w 1895 roku, dzięki której wzrosła popularność sztuki ludowej.
Pierwsze muzeum powstało w 1908 roku, otwarcia nie dożył autor idei, Andrej Kmeť. Obecny gmach został wybudowany w latach 1928–1932 według projektu architekta Milana Michala Harminca, a zbiory udostępniono publiczności w roku 1933. Do r. 1961 muzeum nosiło nazwę: Slovenské národné múzeum v Martine.
Muzeum Etnograficzne w Martinie jest najstarszym oddziałem Słowackiego Muzeum Narodowego. Po II wojnie światowej zaczęło się stopniowo specjalizować w całościowej dokumentacji sposobu życia i kultury ludowej na Słowacji od czasów najdawniejszych po współczesność.
Od 1964 do 1991 trwała etapowa budowa skansenu należącego do Muzeum, znanego dziś pod nazwą Muzeum Wsi Słowackiej.

## Wystawy
W muzeum znajdują się trzy wystawy stałe: „Człowiek i ziemia”, „Człowiek i tworzywo” oraz „Człowiek i odzież”. Ekspozycja „Człowiek i ziemia” jest podzielona tematycznie na kilka mniejszych części, które razem tworzą spójny i sukcesywny obraz pracy i dawnego życia na wsi, który był wyznaczany przez prace sezonowe na roli oraz sposoby pozyskiwania pożywienia. W kolekcji znajdują się m.in. stroje regionalne i elementy strojów (czepce, fartuchy itp.), skrzynie rytowane, maglownice, rzeźbione czerpaki, klocki drukarskie do tkanin, stroje obrzędowe, instrumenty ludowe i sztuka ludowa.

## Galeria – obiekty z kolekcji

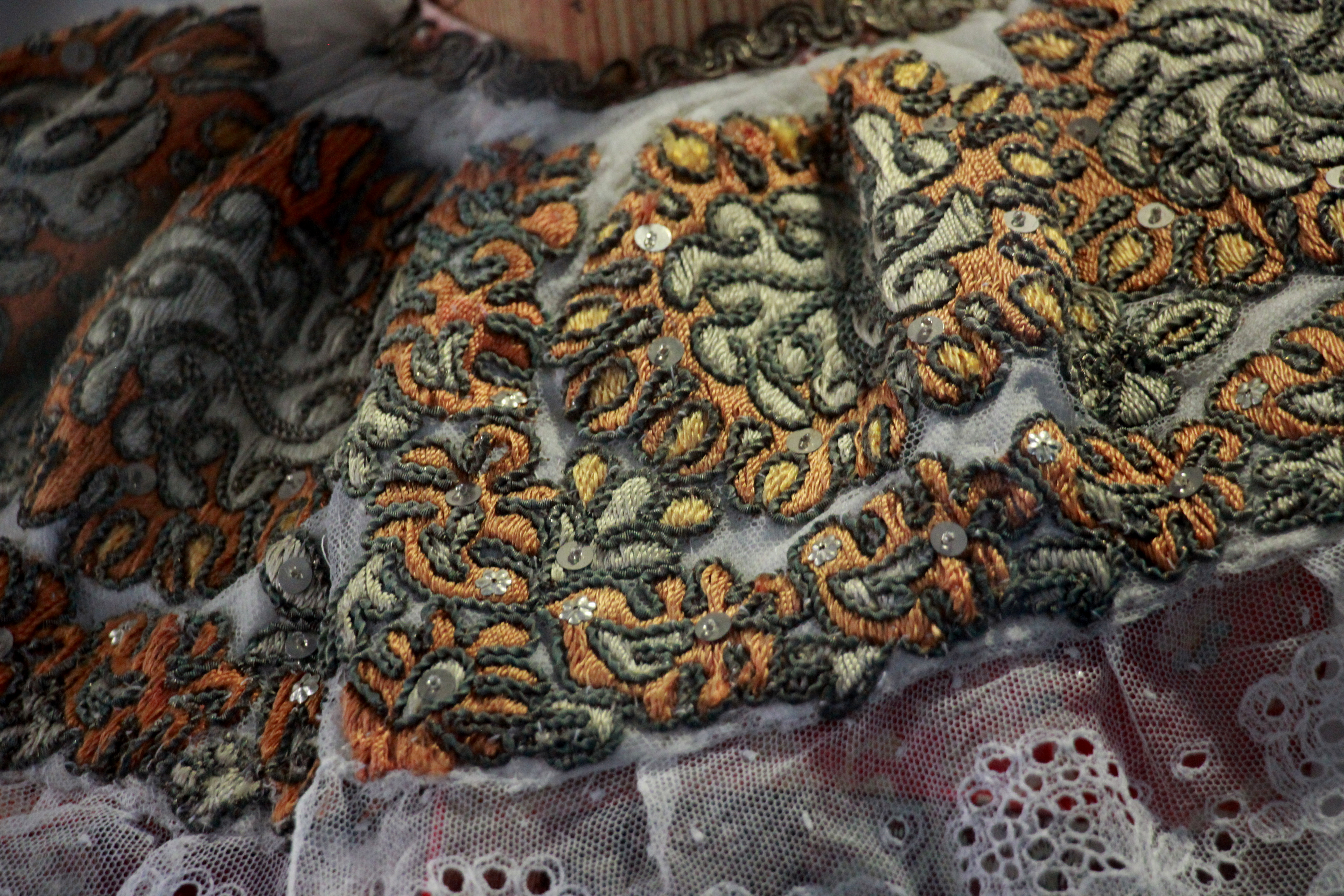
Świąteczny strój kobiecy z miejscowości Starý Tekov.
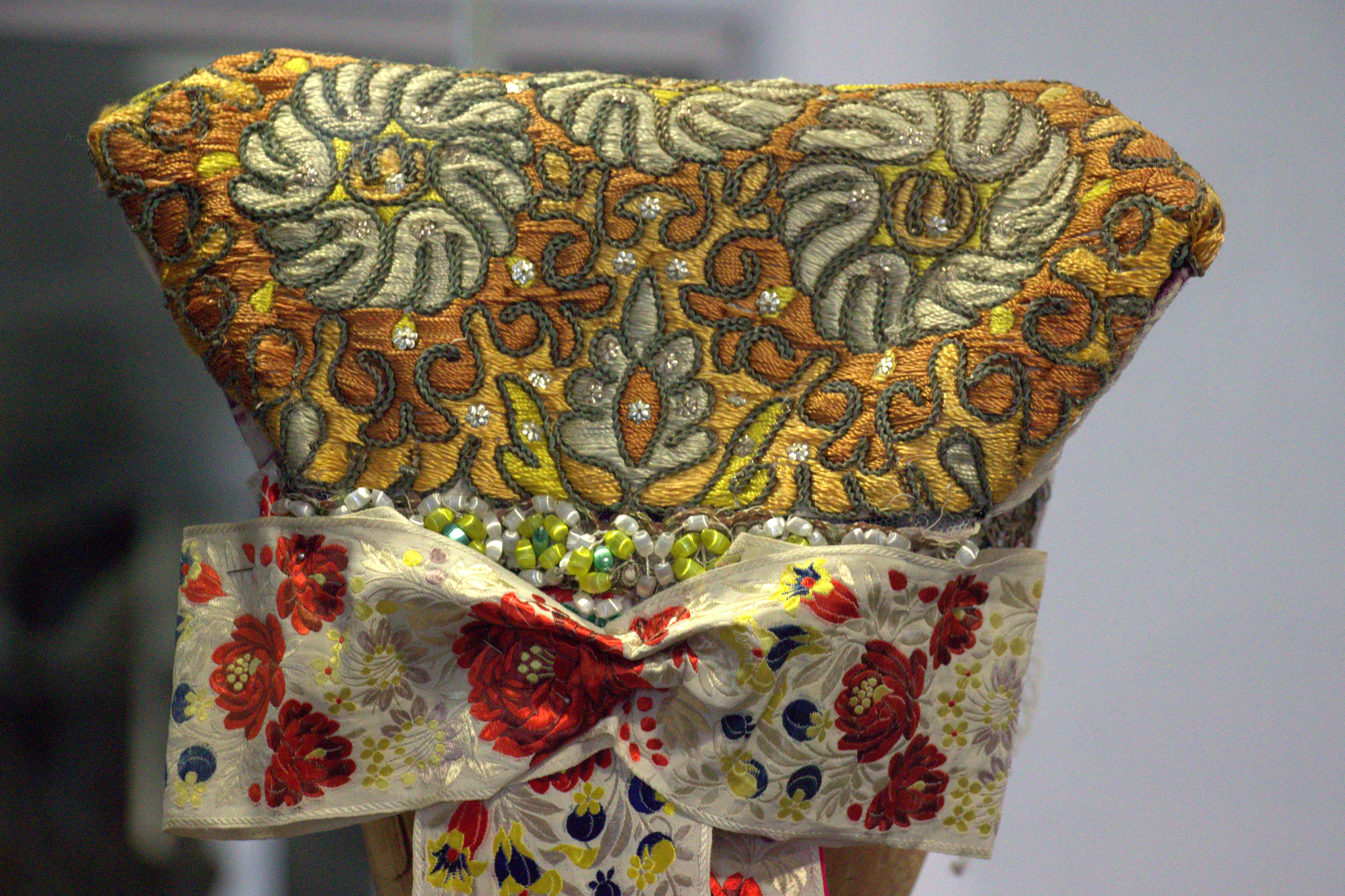
Czepiec do świątecznego stroju kobiecego (Starý Tekov).
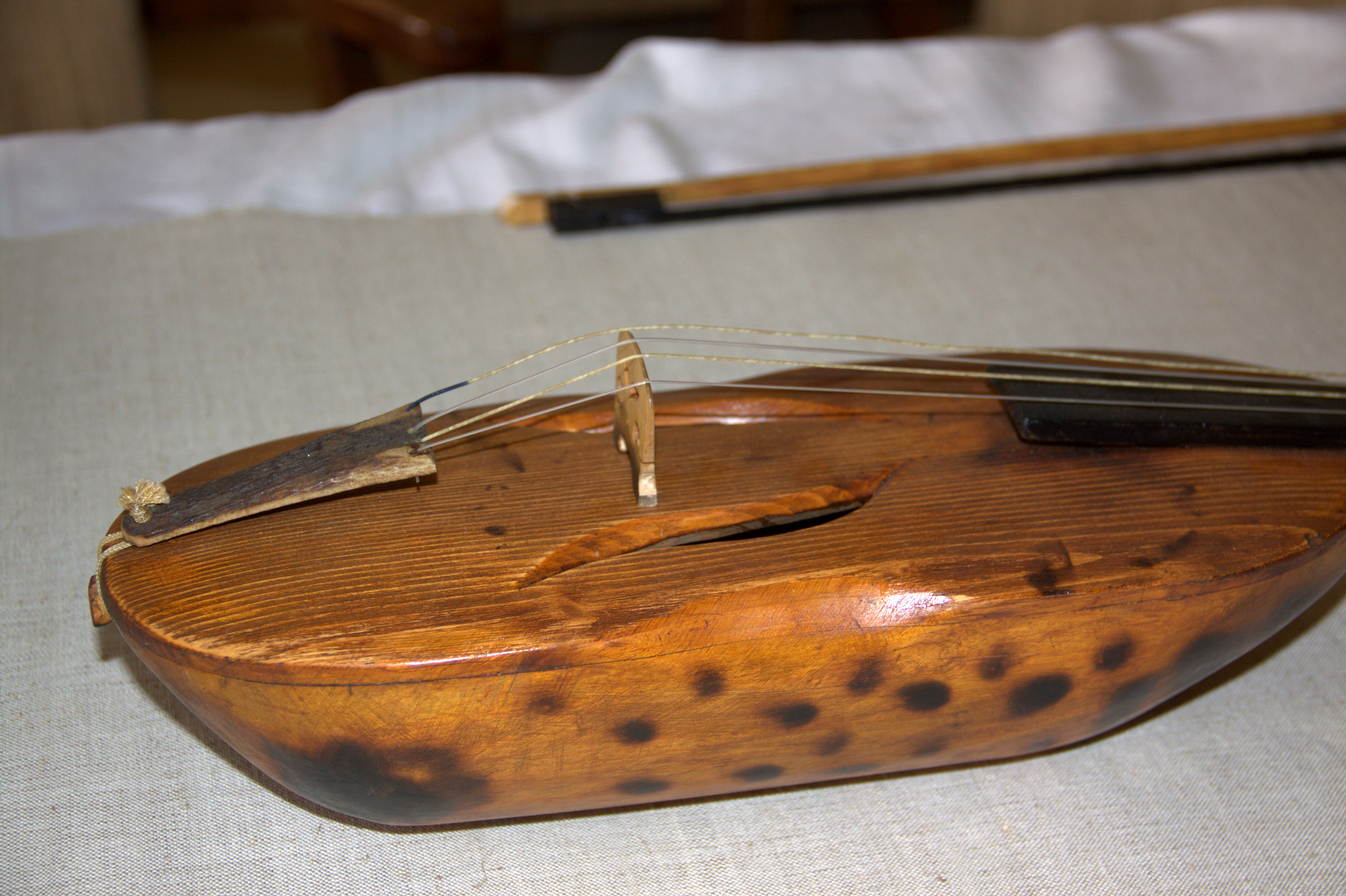
Skrzypce wiejskie, Słowacja.
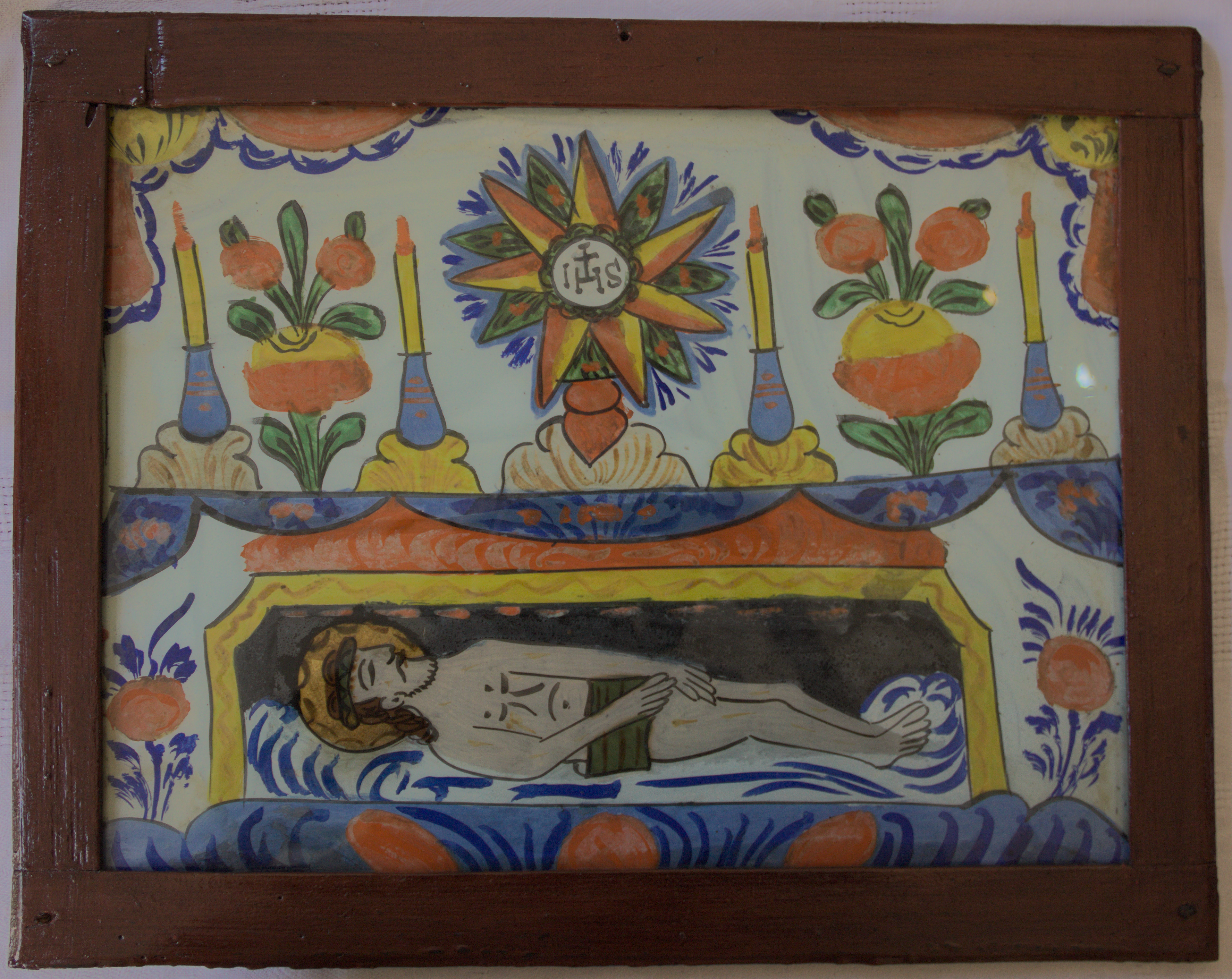
Obraz malowany na szkle, I poł. XIX w.

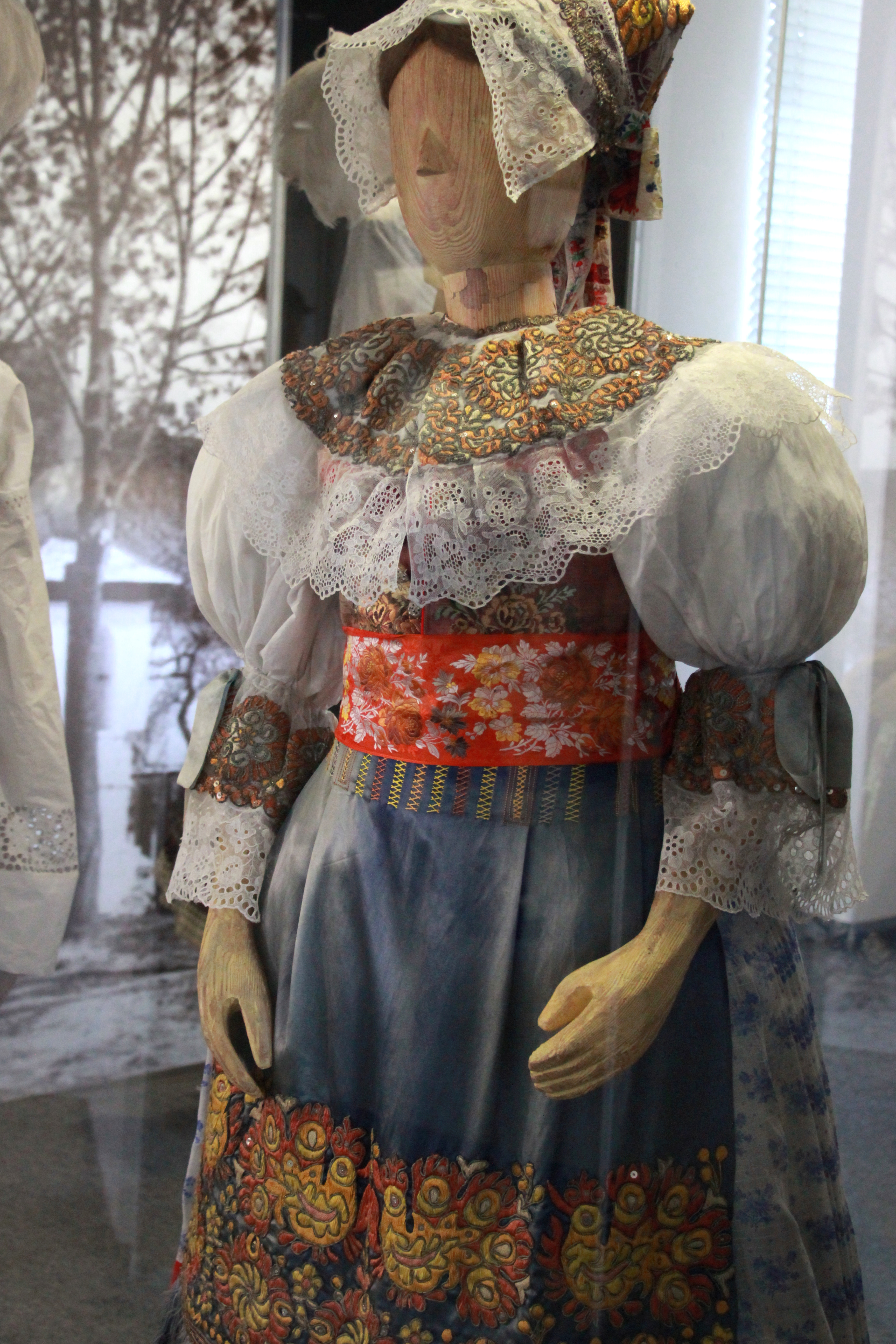
Świąteczny strój kobiecy {Starý Tekov).
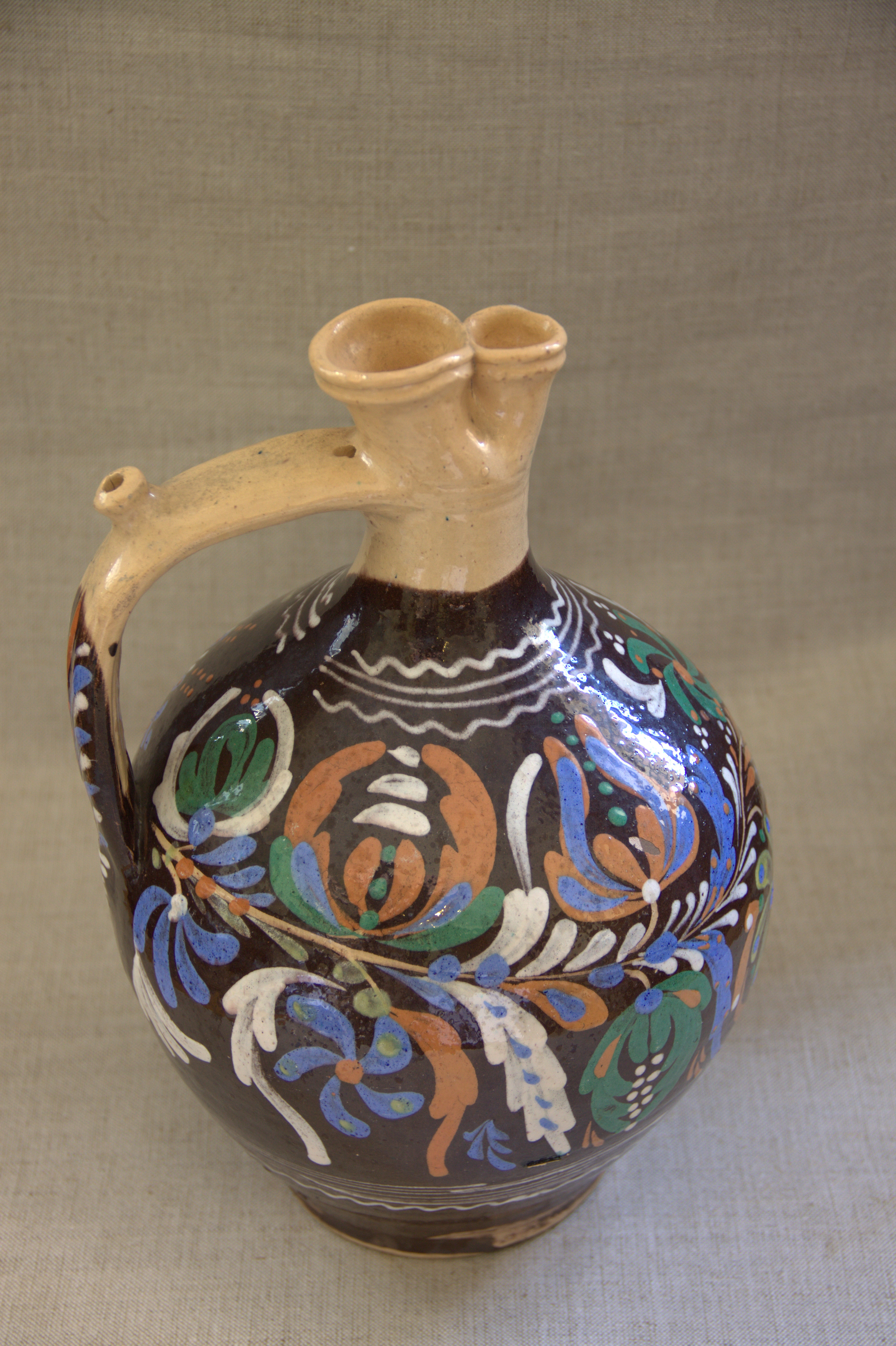
Obiekt ceramiczny, Słowacja.
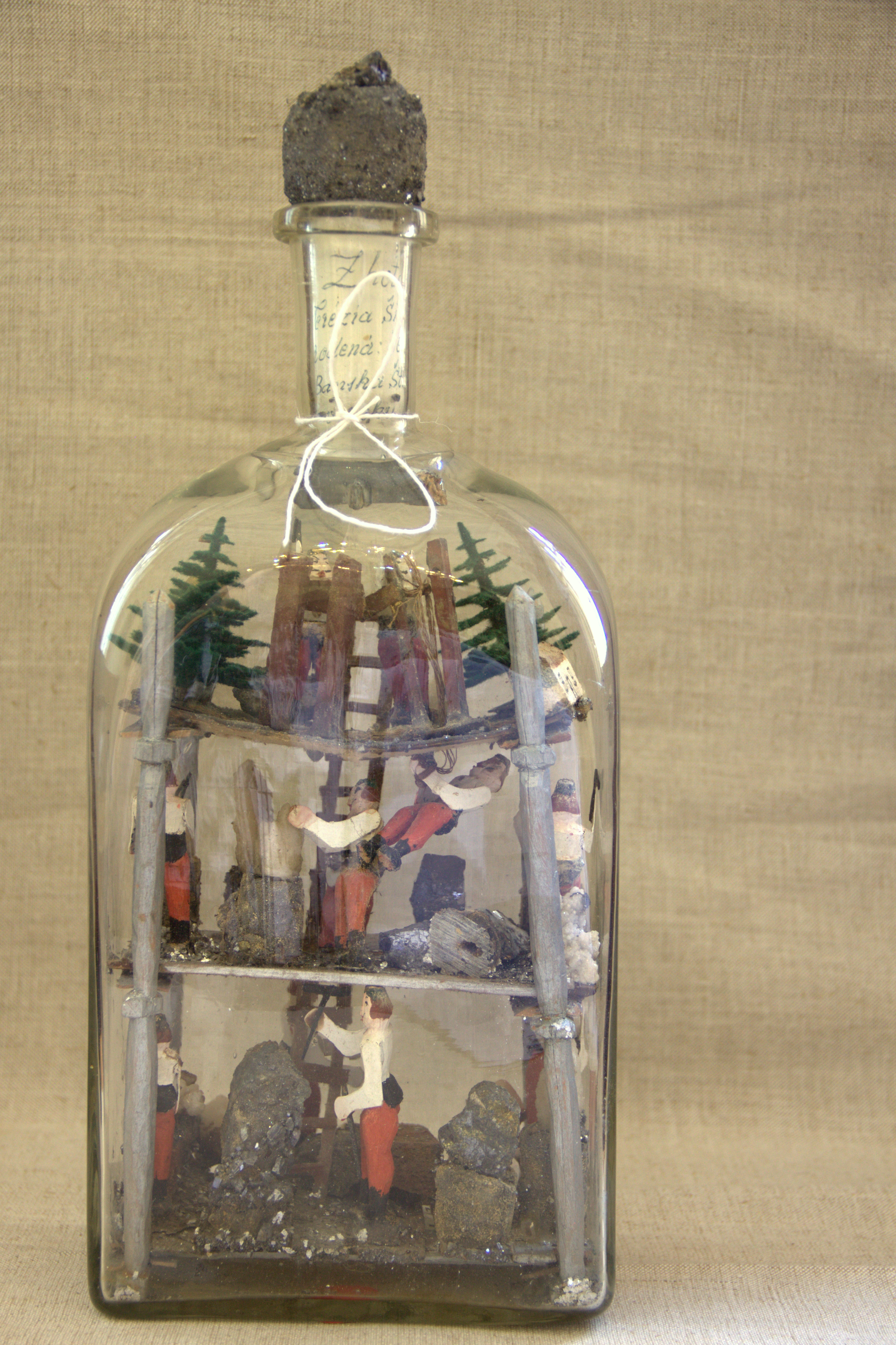
Butelka ze sceną górniczą, aut. Terézia Šimonová, 1974.
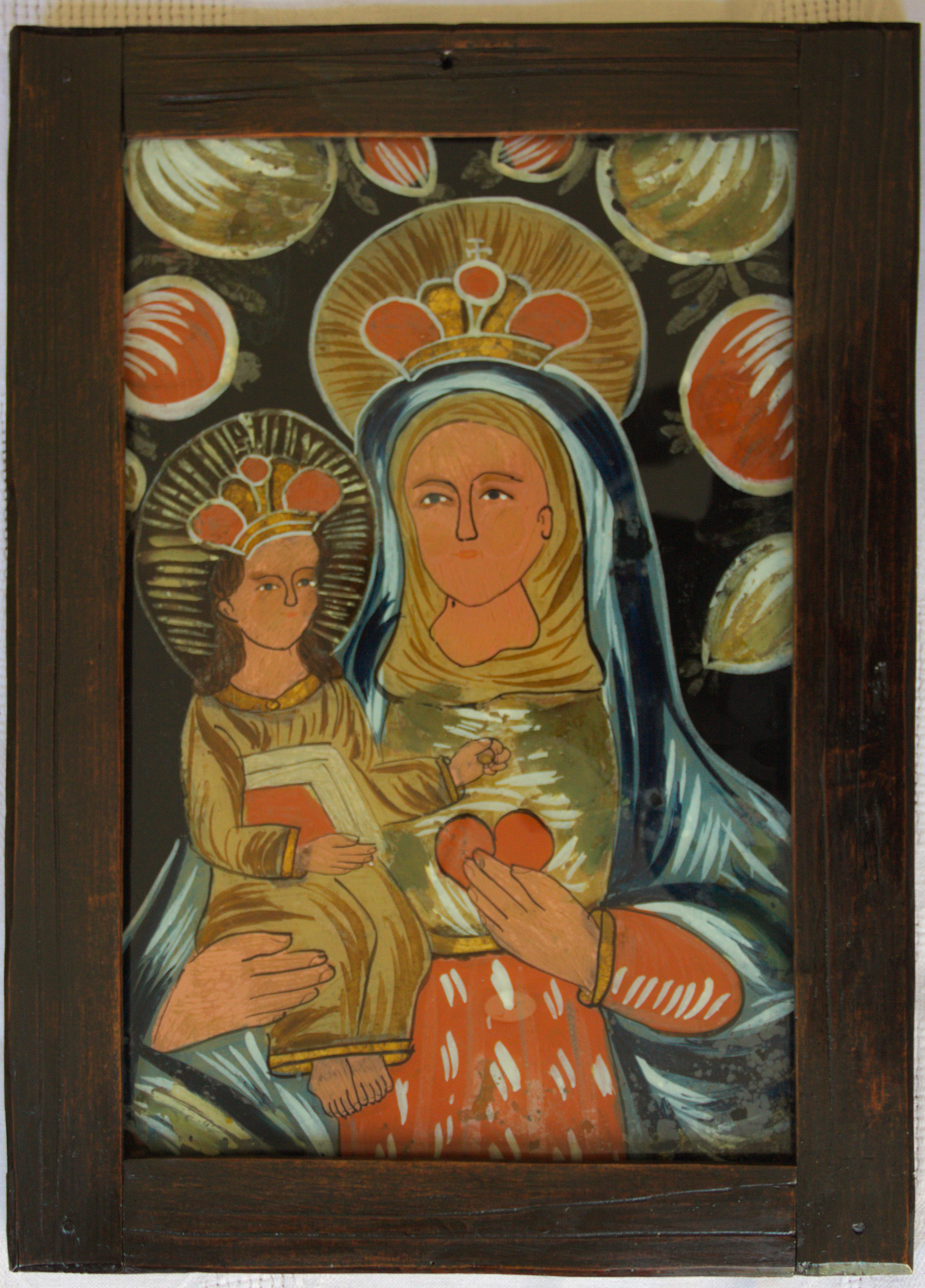
Obraz malowany na szkle, I poł. XIX w.
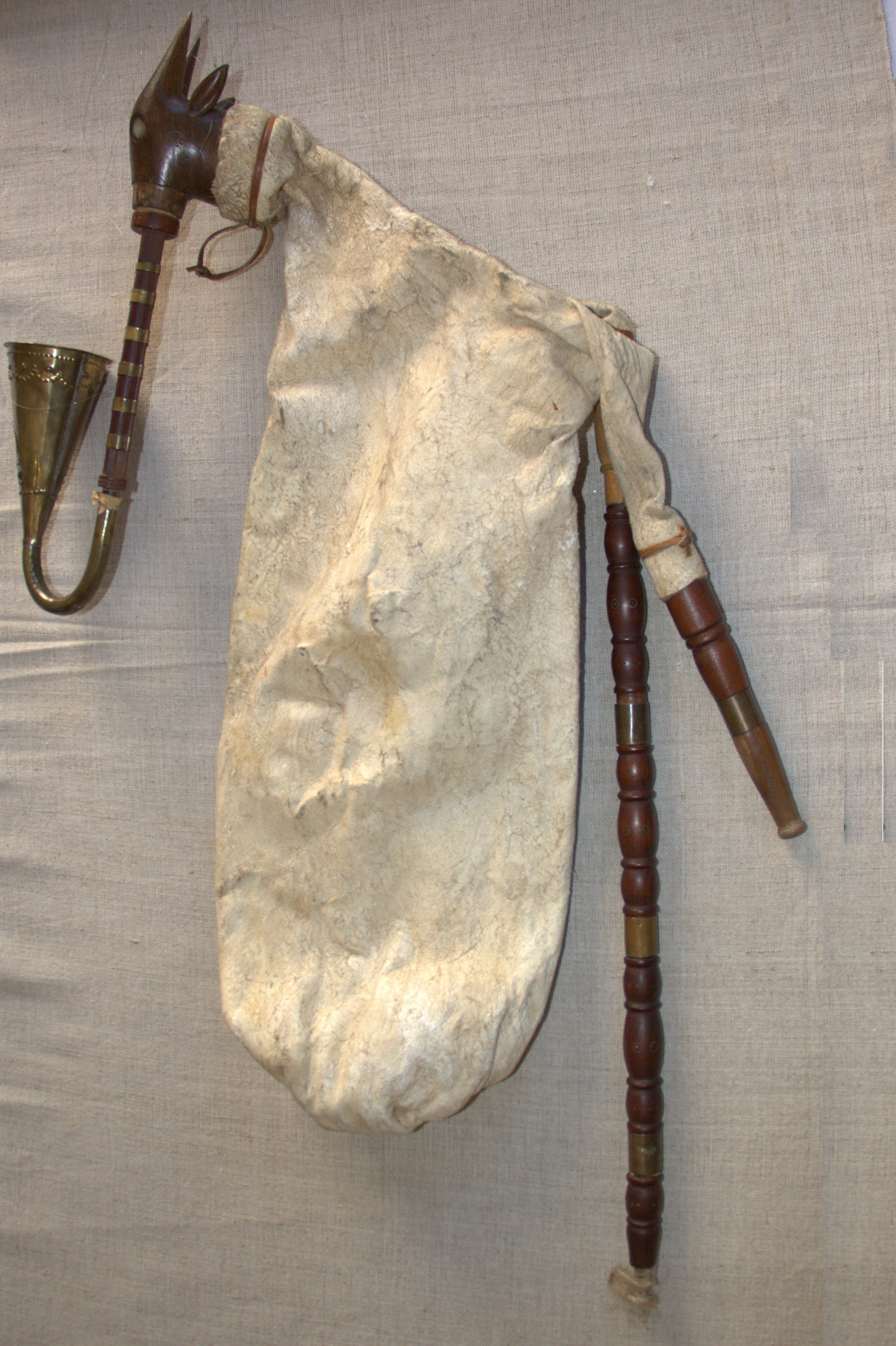
Dudy słowackie.